# Сатантанго
Сатантанго або Сатанинське танго (угор. Sátántangó) — фільм угорського режисера Бели Тарра, що вийшов у світ 1994 року. Фільм знято чорно-білим, його тривалість — майже сім годин. В основі сценарію — однойменний роман угорського письменника Ласло Краснагоркаї. Тарр хотів зняти цей фільм ще з 1985, проте довгий час не міг цього здійснити через політичну ситуацію в Угорщині. 

## Сюжет
Події, відображені у фільмі, відбуваються в Угорщині напередодні краху колективного господарства. Кілька людей хочуть покинути спільноту з готівкою, яку вони отримали за продаж напіврозваленої ферми. Втім, почувши промову харизматичного Іріміаша, якого два роки всі вважали мертвим, вони погоджуються вкласти гроші в нову ферму. 

## Структура
Структуру фільму взято зі структури роману, яка походить від схеми танго. Фільм поділено на дванадцять частин, послідовність яких мало пов'язана хронологічно. Як і кроки в танго, частини фільму йдуть за схемою шість вперед, шість назад. Назви частин такі:
- A hír, hogy jönnek [Новини про їхній прихід]
- Feltámadunk [Воскреслі]
- Valamit tudni [Дещо прояснилося]
- A pók dolga I. [Робота павука I]
- Felfeslők [Дірки в павутині]
- A pók dolga II (Ördögcsecs, sátántangó) [Робота павука II (Сосок Диявола, Сатантанго)]
- Irimiás beszédet mond [Іріміаш читає промову]
- A távlat, ha szemből [Перспектива спереду]
- Mennybe menni? Lázálmodni? [Вознесіння? Страшний сон?]
- A távlat, ha hátulról [Перспектива ззаду]
- Csak a gond, a munka [Клопоти і праця]
- A kör bezárul [Коло замкнулося]

## Довгі сцени
У фільмі багато довгих сцен, які притаманні роботам Бели Терра. Через цю особливість багато людей проводили паралелі між Тарром та Андрєєм Тарковським. В семигодинному «Сатантанго» є всього 150 сцен (деякі з яких тривають по 10-11 хвилин), під час яких камера повільно рухається, змінюючи ракурс, але не роблячи зупинок у зйомці. 
В деяких кількахвилинних сценах показано, як персонажі мовчки йдуть чи віддаляються від камери. В той час, як у більшості фільмів, де трапляються довгі сцени, їх наявність компенсують великою кількістю коротких, у «Сатантанго» цього немає.